# Love Symbol Album
Love Symbol Album es el tercer álbum de estudio de Prince y The New Power Generation, el 14º de la discografía de Prince. Fue lanzado el 5 de octubre de 1992 por Paisley Park Records.
El disco no tiene un nombre oficial más allá de un símbolo que combina los símbolos masculino y femenino, por lo que el álbum es conocido como Love Symbol o simplemente Symbol. Tras la edición de este álbum, el artista anunció que dejaría de llamarse Prince y su nombre pasaría a ser este símbolo (que no tenía nombre ni pronunciación alguna).
En los primeros CD del álbum que salieron a la venta el símbolo no estaba impreso en el sobre interno sino en la cubierta plástica transparente del CD.
Todos los temas fueron compuestos y grabados para este disco, con excepción de "The Flow", que fue regrabado tras editarse una versión en una de las distintas configuraciones publicadas del disco anterior de Prince y The New Power Generation, Diamonds and Pearls. Todos los temas de Love Symbol fueron compuestos por Prince, excepto "Sexy M.F." (Prince, Tony M. y Levi Seacer, Jr.), y "My Name Is Prince" y "Arrogance" (Prince y Tony M.).
Inicialmente el álbum fue concebido por Prince como un álbum conceptual de ópera rock, alrededor de una historia que incluía a la reportera Vanessa Bartholomew (interpretada por la actriz Kirstie Alley) investigando sobre la relación entre Prince y una joven princesa de El Cairo (Mayte García). Finalmente, la mayor parte de la historia narrada fue editada y no quedó en el disco, más allá de algunas intervenciones de Prince y Kirstie Alley.

## Lista de canciones
| N.º   | Título                    | Duración |  |
| 1.    | «My Name Is Prince»       | 6:39     |  |
| 2.    | «Sexy MF»                 | 5:25     |  |
| 3.    | «Love 2 the 9's»          | 5:45     |  |
| 4.    | «The Morning Papers»      | 3:57     |  |
| 5.    | «The Max»                 | 4:30     |  |
| 6.    | «Segue»                   | 0:21     |  |
| 7.    | «Blue Light»              | 4:38     |  |
| 8.    | «I Wanna Melt with U»     | 3:50     |  |
| 9.    | «Sweet Baby»              | 4:01     |  |
| 10.   | «The Continental»         | 5:31     |  |
| 11.   | «Damn U»                  | 4:25     |  |
| 12.   | «Arrogance»               | 1:35     |  |
| 13.   | «The Flow»                | 2:26     |  |
| 14.   | «7»                       | 5:13     |  |
| 15.   | «And God Created Woman»   | 3:18     |  |
| 16.   | «3 Chains o' Gold»        | 6:03     |  |
| 17.   | «Segue»                   | 1:30     |  |
| 18.   | «The Sacrifice of Victor» | 5:41     |  |
| 74:58 |                           |          |  |

## Músicos
Los músicos que participaron en la grabación del disco fueron:
- Prince: múltiples instrumentos y voces.
- Michael B. (Michael Bland): batería en "Sexy M.F.", "Love 2 The 9’s", "The Morning Papers", "Sweet Baby", "Damn U", "Arrogance", "And God Created Woman" y "3 Chains O’ Gold".
- Sonny T. (Lloyd Thompson): bajo en "Sexy M.F.", "Love 2 The 9’s", "The Morning Papers", "Sweet Baby", "Damn U", "Arrogance", "And God Created Woman" y "3 Chains O’ Gold".
- Levi Seacer, Jr: guitarra en "Sexy M.F.", "Love 2 The 9’s", "The Morning Papers", "Sweet Baby", "Damn U", "Arrogance", "And God Created Woman" y "3 Chains O’ Gold".
- Tommy Barbarella (Thomas Elm): teclados en "Sexy M.F.", "Love 2 The 9’s", "The Morning Papers", "Sweet Baby", "Damn U", "Arrogance", "And God Created Woman" y "3 Chains O’ Gold".
- Tony M. (Anthony Mosley): rap en "My Name Is Prince", "Sexy M.F.", "Love 2 The 9’s", "The Max" y "The Flow"; voces en "Arrogance" y "The Sacrifice Of Victor".
- Kirky J. (Kirk Anthony Johnson): voces en "My Name Is Prince", "Sexy M.F.", "Love 2 The 9’s", "The Max", "Arrogance", "The Flow" y "The Sacrifice Of Victor", programación de batería "The Max".
- Damon Dickson: voces en "My Name Is Prince", "Sexy M.F.", "Love 2 The 9’s", "The Max", "Arrogance", "The Flow" y "The Sacrifice Of Victor".
- Mayte García: voces en "Love 2 The 9’s", "The Max", "Blue Light" y "And God Created Woman".
- William 'Diamond J.' Graves: scratch.
- Mike Nelson (Michael B. Nelson): trombón en "Sexy M.F.", "Love 2 The 9’s", "The Morning Papers", "Arrogance", "The Flow", "And God Created Woman", "3 Chains O’ Gold" y "The Sacrifice Of Victor".
- Kathy J. (Kathy Jensen): saxo barítono en "Sexy M.F.", "Love 2 The 9’s", "The Morning Papers", "Arrogance", "The Flow", "And God Created Woman", "3 Chains O’ Gold" y "The Sacrifice Of Victor".
- Dave Jensen: trompeta en "Sexy M.F.", "Love 2 The 9’s", "The Morning Papers", "Arrogance", "The Flow", "And God Created Woman", "3 Chains O’ Gold" y "The Sacrifice Of Victor".
- Brian Gallagher: saxo tenor en "Sexy M.F.", "Love 2 The 9’s", "The Morning Papers", "Arrogance", "The Flow", "And God Created Woman", "3 Chains O’ Gold" y "The Sacrifice Of Victor".
- Steve Strand: trompeta en "Sexy M.F.", "Love 2 The 9’s", "The Morning Papers", "Arrogance", "The Flow", "And God Created Woman", "3 Chains O’ Gold" y "The Sacrifice Of Victor".
- Kirstie Alley: interpreta a la reportera Vanessa Bartholomew en "Segue", "Damn U", "Arrogance" y "Segue".
- Michael Koppelman: bajo en "Blue Light".
- Eric Leeds: saxo en "Blue Light".
- Carmen Electra: rap en "The Continental".
- Clare Fischer: orquestación de cuerdas en "Damn U"
- Fred Steele, JD Steele, Jearlyn Steele y Jevetta Steele: voces en "The Sacrifice Of Victor".